# Els crims de Split
Els crims de Split (originalment en alemany, Der Kroatien-Krimi) és una sèrie de pel·lícules policials d'ARD que s'emet des del 2016. Compta amb Neda Rahmanian (pel·lícula 1 a 6) o Jasmin Gerat (pel·lícula 7) en el paper principal, i està ambientada a la ciutat portuària de Split i al mar Adriàtic. La sèrie és produïda per Constantin Television GmbH en nom d'ARD Degeto per al grup ARD. Vuit de les pel·lícules s'han doblat al català.

## Sinopsi
La detectiva Branka Marić treballa a la Unitat d'Homicidis de Split. Té el suport dels seus dos companys Emil Perica (Lenn Kudrjawizki) i Borko Vučević (Kasem Hoxha) i el seu superior directe Tomislav Kovačić (Max Herbrechter). Al setè entrega, Branka Marić mor durant una investigació. La successora és la comissària Staša Novak (Jasmin Gerat).

## Llista de pel·lícules
| Núm. | Títol                           | Direcció        | Guió                   | Data d'emissió original |
| --- | ------------------------------- | --------------- | ---------------------- | ----------------------- |
| 1 | «El dimoni de Split»            | Michael Kreindl | Christopher Darnstaedt | 15 de setembre de 2016  |
| Quan apareix un cadàver al port de Split, tot indica que es tracta d'un intent de robatori. Ben aviat, però, la investigació de la Brigada d'Homicidis, liderada per la inspectora Branka Marić, canviarà de rumb amb l'aparició d'un segon cadàver. Totes dues víctimes formaven part d'una unitat de l'exèrcit durant la guerra dels Balcans. En queden tres membres més: dos possiblement van morir en combat, i l'altre és un magnat de la construcció.                                                     |                                 |                 |                        |                         |
| 2 | «La mort d'una llegenda»        | Michael Kreindl | Christopher Darnstaedt | 22 de setembre de 2016  |
| La policia de Split troba el cadàver de Goran Trevic, fill de Dragan Trevic, una llegenda del futbol croat. Totes les pistes apunten el pare com a sospitós de l'assassinat, però Branka Marić dubta de la credibilitat del testimoni principal, un periodista que assegura que va presenciar l'assassinat. Posteriorment, es descobreix que la mort de Goran amaga un assumpte molt tèrbol en què també està implicada la seva vídua: la misteriosa Jasna Trevic.                                              |                                 |                 |                        |                         |
| 3 | «Assassinat a l'illa de Vis»    | Michael Kreindl | Christopher Darnstaedt | 25 de gener de 2018     |
| Aquest cop la Branka i l'Emil investiguen a Vis, una illa idíl·lica. Un antiquari de Split ha aparegut assassinat a la platja. Primer tot indica que està relacionat amb la troballa d'unes monedes antigues valuosíssimes. A mesura que avancen les investigacions, la Branka comença a sospitar que les monedes només són un pretext per encobrir una venjança per un crim terrible comès anys enrere que, d'alguna manera, està relacionat amb Jure Pokovic, cap de la policia local, i la seva filla Ivena. |                                 |                 |                        |                         |
| 4 | «El ganivet al coll»            | Michael Kreindl | Christopher Darnstaedt | 1 de febrer de 2018     |
| Dies abans de les eleccions municipals de Split, la Branka Maric haurà d'investigar l'agressió a un dels candidats, el populista Ivica Strugar. En un principi sembla només un intent d'intimidació, però la Branka i el seu equip aviat descobriran que la víctima té un passat molt fosc com a zelador d'un antic orfenat. D'altra banda, la mare de la Branka espera el certificat de defunció per poder enterrar el seu fill Marin.                                                                         |                                 |                 |                        |                         |
| 5 | «Les noies assassinades a Krac» | Michael Kreindl | Christopher Darnstaedt | 14 de març de 2019      |
| Branka Maric i Emil Perica investiguen la mort d'Eva Tomic, una noia de divuit anys. Pocs mesos abans, en aquesta regió muntanyosa de Croàcia, ja havien trobat una altra noia assassinada. De la investigació se'n va encarregar un inspector d'allò més incompetent, i no van arribar a trobar mai el culpable. Ara sembla que tots dos casos podrien estar relacionats i que es podria tractar d'un assassí en sèrie, Però què amaguen la germana de l'Eva, la seva millor amiga i el seu nòvio?             |                                 |                 |                        |                         |
| 6 | «El botxí»                      | Michael Kreindl | Christopher Darnstaedt | 21 de març de 2019      |
| El funcionari d'Urbanisme Mladen Ribar és assassinat al seu cotxe per un home misteriós, que li clava un picador de gel al cor amb una nota que diu "Porc corrupte". La investigació de la Brigada d'Homicidis de Split, liderada per la inspectora Branka Maric, comença a destapar a poc a poc una trama de corrupció urbanística a la ciutat. Els ajudarà un agent de la Unitat Anticorrupció vingut de Zagreb.                                                                                              |                                 |                 |                        |                         |
| 7 | «Nenes mortes»                  | Michael Kreindl | Christopher Darnstaedt | 12 de març de 2020      |
| Una nena de dotze anys apareix morta a la costa de Split, arrossegada pel mar. La Branka està convençuda que ha estat víctima del tràfic de persones i comença a investigar. Mentrestant, el Kai torna a marxar un parell de dies, i li demana a la Branka que prengui una decisió sobre el seu futur com a parella. Ella va a veure el Lado i li confessa que és incapaç de decidir-se. |                                 |                 |                        |                         |
| 8 | «Boda de llàgrimes»             | Michael Kreindl | Christopher Darnstaedt | 19 de març de 2020      |
| L'Ira és una jove estrella de la música pop croata. En ple rodatge d'un videoclip, apareix un motorista amb un casc fosc que li oculta el rostre. De sobte, treu una pistola i dispara contra l'Ira, però un guardaspatlles s'interposa en la trajectòria de la bala i li salva la vida, però ell cau mortalment ferit. El principal sospitós és un ciberassetjador, però la Brigada d'Homicidis de Split no descarta cap hipòtesi.                                                                             |                                 |                 |                        |                         |
| 9 | «Jagd auf einen Toten»          | Michael Kreindl | Christopher Darnstaedt | 22 d'abril de 2021      |
| 10 | «Die Patin von Privonice»       | Michael Kreindl | Ulf Tschauder          | 29 d'abril de 2021      |
| 11 | «Tod im roten Kleid»            | Michael Kreindl | Christopher Darnstaedt | 27 de gener de 2022     |
| 12 | «Vor Mitternacht»               | Michael Kreindl | Christopher Darnstaedt | 3 de febrer de 2022     |